# Invermere
Invermere est une communauté de Colombie-Britannique, au Canada. Elle se situe près de la frontière avec l’Alberta. Avec une population permanente de près de 4 000 personnes, allant jusqu’à 40 000 en saison estivale, c’est l’un des centres d’activité de la vallée du Columbia, avec Golden, dans le Nord, et Cranbrook, dans le Sud. 
Invermere est sise au nord-ouest lac Windermere et est une destination estivale populaire auprès de la population de la grande ville proche de Calgary.

## Géographie
Invermere est située à 14 kilomètres au sud de Radium Hot Springs, et à 104 kilomètres au sud de Golden, soit à 102 kilomètres de la route transcanadienne. Invermere est aussi à  37 kilomètres au nord de Fairmont Hot Springs, à 60 kilomètres au nord de Canal Flats, à 128 kilomètres de Fort Steele, à 130 kilomètres de Kimberley et à 144 kilomètres d’un autre pôle d’activité qu’est la ville de Cranbrook et la Crowsnest Highway.
Invermere se trouve dans la zone humide de Colombie-Britannique, la plus grande zone humide encore intacte d’Amérique du Nord, et l’un des sites désignés comme étant d’importance internationale par la convention de Ramsar. Située dans le sillon des Rocheuses, Invermere est également à 17,5 kilomètres du parc national de Kootenay.

## Démographie
| 2001  | 2006  | 2011  | 2016  |
| ----- | ----- | ----- | ----- |
| 2 858 | 3 002 | 2 955 | 3 391 |